# Пермяков, Николай Константинович
Никола́й Константи́нович Пермяко́в (25 февраля 1925, Шировка, Саратовская губерния — 19 апреля 1999, Москва) — советский учёный и педагог в области патологической анатомии, доктор медицинских наук, профессор, действительный член АМН СССР (1988; член-корреспондент с 1984) и РАМН (с 1996). Заслуженный деятель науки РСФСР (1978). Лауреат Государственной премии СССР (1984). Директор Институт морфологии человека АМН СССР — РАМН (1988—1999).

## Биография
Родился 25 февраля 1925 года в селе Шировка Куриловского уезда Саратовской губернии (ныне — в Вольском районе Саратовской области) в крестьянской семье.
С 1943 по 1948 год обучался в Первом Московском медицинском институте. С 1948 по 1951 год обучался в аспирантуре по кафедре судебной медицины этого института, под руководством профессоров А. В. Русакова и А. В. Смольянникова.
С 1951 по 1999 год на педагогической работе в Первом Московском медицинском институте: с 1951 по 1953 год в качестве ассистента кафедры судебной медицины, с 1965 по 1967 год — профессор и с 1991 по 1999 год — заведующий кафедрой патологической анатомии.
С 1951 по 1999 год одновременно с педагогической занимался и научно-клинической работой в МГНИИ скорой помощи имени Н. В. Склифосовского в должностях: с 1951 по 1953 год — врач-патологоанатом, с 1953 по 1962 год — старший научный сотрудник, с 1962 по 1988 год — заведующий отдела патоморфологии с электронной микроскопией. Одновременно с педагогической и научной деятельностью с 1957 по 1975 год он являлся консультантом Четвёртого Главного управления Министерства здравоохранения СССР
С 1988 по 1999 год — директор Института морфологии человека АМН СССР — РАМН и одновременно с 1991 по 1999 год — заведующий кафедрой патологической анатомии ФППОВ ПМГМУ имени И.М.Сеченова. 

### Научно-педагогическая деятельность и вклад в науку
Основная научно-педагогическая деятельность Н. К. Пермякова была связана с вопросами в области патологической анатомии и патологии экстремальных состояний. В 1983 году его монография «Основы реанимационной патологии» была удостоена Премии имени А. И. Абрикосова АМН СССР а в 1985 году за монографию «Общая патология человека» был удостоен Премии имени И. В. Давыдовского АМН СССР. Н. К. Пермяков являлся членом Экспертного совета ВАК СССР — Российской Федерации, членом Президиума Всесоюзного и Всероссийского, а также председателем Московского научного обществ патологоанатомов, членом редакционной коллегии научно-медицинского журнала «Архив патологии».
В 1951 году защитил кандидатскую диссертацию по теме: «О морфологии почек при внутрисосудистом гемолизе», в 1958 году докторскую диссертацию по теме: «Общая гнойная инфекция после аборта (клинико-анатомическое и бактериологическое исследование)». В 1984 году он был избран членом-корреспондентом, а в 1988 году — действительным членом АМН СССР, в 1996 году становится — академиком РАМН. Под руководством Н. К. Пермякова было написано около двести семьдесяти научных работ, в том числе семи монографий, он подготовил четырнадцать докторских и тринадцать кандидатских диссертаций. Он являлся заместителем ответственного редактора и учёным секретарём редакционного отдела «Патологическая анатомия» Большой медицинской энциклопедии.
Отличительная черта: Доброжелательность, простота, человечность, трудолюбие.
Скончался 19 апреля 1999 года в Москве на 75-м году жизни.

## Звания и премии
- Заслуженный деятель науки РСФСР (1975)
- Государственная премия СССР (1984)
- Премия имени А. И. Абрикосова АМН СССР (1983)
- Премия имени И. В. Давыдовского АМН СССР (1985)ref name="рн"/>[2][3][4]